# Barney Stinson
Barney Stinson is een personage in de Amerikaanse televisieserie How I Met Your Mother. De rol wordt gespeeld door acteur Neil Patrick Harris.
Barney Stinson is een van de vijf hoofdpersonages van de CBS-televisieserie. Barney is een echte rokkenjager en doet er alles aan om een vrouw het hof te maken. Bekende uitspraken van hem zijn: Suit up! en Legen- wait for it... Dary!. Verder geeft hij allerlei soorten 'high fives' zoals: 'Relapse high-five', 'Phone five', 'Tiny five', 'Freeze-frame high-five', 'hypothetical high-five', 'door five'. Hij heeft een halfbroer en is op zoek naar zijn vader. In seizoen 7 krijgt hij ook een vriendin en is hij minder een rokkenjager. Als dat uitgaat, gaat hij weer precies verder als van tevoren. Hij heeft een niet duidelijk beschreven managementfunctie bij Goliath National Bank (GNB). In seizoen 9 wordt dit wel bekend. Barney was voor 3 jaar getrouwd met Robin Scherbatsky.

## Boeken
- In 2008 verscheen het boek The Bro Code, dat volgens de serie geschreven zou zijn door Barnabus Stinson. Op het boek staat echter Neil Patrick Harris als auteur vermeld. In de serie houdt Barney zich vrijwel altijd aan de regels uit dit boek. Met uitzondering van één regel, regel 150 'No sex with your bro's ex' (Geen seks met je bro's ex). Barney brak deze regel door naar bed te gaan met Robin Scherbatsky, de ex van zijn bro, Ted Mosby.
- Harris is ook de auteur van Bro on the Go, dat inhoudelijk vergelijkbaar is met The Bro Code. Er zijn echter nieuwe regels en wijsheden van Barney aan toegevoegd. Het boek is ook gebruiksvriendelijk voor de hedendaagse actieve 'Bro'.
- In 2010 kwam ook het boek The Playbook van Barney Stinson uit, nadat deze in seizoen 5 naar voren kwam. Ook hierbij staat Neil Patrick Harris op de voorkant en is het in samenwerking met Mark Kuhn geschreven.